# Fejkpatient
Fejkpatient är en svensk dramaserie som hade premiär på strömningstjänsten C More den 25 maj 2023 och på TV4 och TV4 Play den 1 juni samma år. För musiken till serien har Folke Nikanor svarat och den innehåller bland annat låtar med Annika Norlin och Amanda Bergman. Jon Blåhed står för manus och regi.

## Handling
Serien kretsar kring Albin som arbetar som fejkpatient på Norrlands universitetssjukhus. Snart upptäcks en avvikelse på honom och diagnosen lyder: testikelcancer, stadium 4. Albins relationer med personer han står nära krackelerar men han finner en ny vän i medpatienten Yvonne.

## Roller i urval
| Einar Bredefeldt  | – Albin        |
| Celie Sparre      | – Cissi        |
| Helmon Solomon    | – Anita        |
| Lennart Jähkel    | – Albins pappa |
| Ann Petrén        | – Yvonne       |
| Wilhelm Johansson | – Chippen      |
| Erik Enge         | – Felix        |
| Jessica Grabowsky | – Zoya         |
| Irma von Platen   | – Tess         |
| Mattias Fransson  | – Stefan       |